# Ursula Haubner
Ursula Haubner, née Ursula Haider le 22 décembre 1945 à Goisern, est une femme politique autrichienne, membre du Parti de la liberté puis de l'Alliance pour l'avenir de l'Autriche. 

## Biographie

### Jeunesse et formation
Née à Bad Goisern, en Haute-Autriche, Ursula Haider est la sœur aînée de Jörg Haider. Elle devient enseignante en école professionnelle et épouse en 1969 Klaus Haubner, dont elle a deux filles,.

### Carrière politique
Ursula Haubner est membre du conseil de la ville de Bad Hall, en Haute-Autriche, de 1991 à 2003, et du Conseil fédéral de 1994 à 1996. Membre du Parlement de Haute-Autriche de 1996 à 1997, elle occupe, de 1997 à 2003, la fonction de conseillère au gouvernement de Haute-Autriche, chargée des affaires féminines, de l'environnement et de la protection des consommateurs.
De juin 2004 à avril 2005, elle est présidente du Parti de la liberté.
Secrétaire d'État aux générations dans le gouvernement de Wolfgang Schüssel à partir de février 2003, elle est nommée le 24 janvier 2005 ministre fédérale de la Sécurité sociale et des Générations, fonction qu'elle occupe jusqu'en janvier 2007.
En avril 2005, elle rejoint son frère Jörg Haider quand il décide de se séparer du Parti de la liberté afin de créer l'Alliance pour l'avenir de l'Autriche (BZÖ). Elle est députée au Conseil national de 2006 à 2013.